# Prosopocera trimaculata
Prosopocera trimaculata är en skalbaggsart som beskrevs av Stefan von Breuning 1936. Prosopocera trimaculata ingår i släktet Prosopocera och familjen långhorningar. Inga underarter finns listade i Catalogue of Life.